# Ketchum Glacier
Ketchum Glacier – lodowiec w południowo-wschodniej Ziemi Palmera w południowej części Półwyspu Antarktycznego. 
Lodowiec ma ok. 80 km długości. Spływa na wschód między Scaife Mountains i Latady Mountains do Gardner Inlet. Został odkryty 21 listopada 1947 roku w trakcie ekspedycji badawczej Finna Ronne (1899–1980) (ang. Ronne Antarctic Research Expedition (RARE)). Wówczas został pobieżnie zmapowany. Początkowo nazwany Irvine Gardner Glacier, upamiętniając fizyka Irvine'a C. Gardnera. Jego północny przylądek nazwany został Cape Ketchum ku czci Geralda Ketchuma – amerykańskiego kapitana lodołamacza Burton Island, który udrożnił drogę przez Zatokę Małgorzaty, umożliwiając uczestnikom RARE powrót do domu. Nazwa ta została później przyjęta dla całego lodowca – Ketchum Glacier. Lodowiec został sfotografowany z lotu ptaka w latach 1965–1967.